# Jorge Aravena
Jorge Agustín Aravena Masías (Lima, 1 de outubro de 1969), mais conhecido como Jorge Aravena, é um ator peruano-venezuelano.

## Vida Pessoal
Filho de Jorge Luis Aravena e Varo Masías. Aos 10 anos se mudou com seus pais para a Venezuela, onde cresceu e realizou a maior parte de sua carreira. Ali tomou a nacionalidade venezuelana.
No ano de 1995, se casou com Yenny Martínez. Com ela teve três filhos, Jorge Luis, Claudia Valentina e Luis Fernando. Em 2005, Jorge e Yenny se separaram. Em 2007, assinaram o divórcio. Em 2009 nasceu Diego, fruto de seu relacionamento com Paola Toyos, estavam juntos há vários anos. Após alguns anos de relacionamento, eles decidiram se separar em 2011 . 
O casal estava separado por 6 meses, nesse período, Jorge teve um relacionamento com a modelo Alicia Machado, que foi julgada culpada da separação.
Algum tempo depois, Jorge e Paola decidiram dar uma segunda chance e estiveram juntos por mais 4 anos , mas finalmente perceberam que as coisas não estavam funcionando e terminaram a relação.

## Biografia
Em 2006 integrou o  elenco da telenovela Las dos caras de Ana. 
Em 2008 protagonizou a novela Querida enemiga, e dividiu créditos com Gabriel Soto e Ana Layevska. 
Em 2010 protagonizou a telenovela Zacatillo, junto com Ingrid Martz.
No ano seguinte, em 2011 fez uma participação na novela La que no podía amar, interpretando o inescrupuloso David Romo.
Em 2012, integrou o elenco da novela Porque el amor manda. Porém em abril de 2013, o ator saiu da trama. Ainda faltavam dois meses para o desfecho da história. Os motivos não foram esclarecidos.
Em novembro de 2014 passou a integrar o elenco da novela Mi corazón es tuyo, atuando ao lado de Silvia Navarro
Em 2016 interpretou um dos personagens centrais da novela Un camino hacia el destino.

## Carreira
- Cita a ciegas (2019) como Rufino
- El vuelo de la Victoria (2017) como Jorge Acevedo
- Un camino hacia el destino (2016) como Pedro Pérez Ramos
- Mi corazón es tuyo (2014-2015) como  Ángel Altamirano
- Porque el amor manda (2012-2013) como Elías Franco.
- Una familia con suerte (2011-2012) como Sebastián Bravo.
- La que no podía amar (2011) como David Romo.
- Zacatillo (2010) como Gabriel Zárate.
- Querida enemiga (2008) como Ernesto Mendiola.
- Pobre millonaria (2008) como Luis Arturo Ramírez.
- Sin Verguenza (2007) como Esteban
- Las dos caras de Ana (2006-2007) como Santiago Figueroa.
- Mi vida eres tú (2006) como Gabriel Alcázar.
- Al filo de la ley (2005) como Andrés.
- El amor las vuelve locas (2005) como Arnaldo.
- Engañada  (2003) como Gabriel Reyes Bustamante.
- Secreto de amor (2001) como Carlos Raúl Fonseca.
- La revancha (2000) como Reynaldo Arciniegas.
- Girasoles para Lucía (1999) como Roberto Landaeta Santamaría.
- Mujer secreta (1999) como Sebastián Palacios.
- Samantha (1998) como Rodolfo Villalobos.
- Todo por tu amor (1997) como Cristóbal Pérez.
- Pecado de amor (1995) como Fernando.
- Sirena (1993) como Orbick.
- Dulce enemiga (1995) como Manolo.
- La loba herida (1992) como Cabrerito.

## Ligações Externas
- Biografía de Jorge Aravena (en esmas.com)
- Jorge Aravena en alma latina (en inglés)
- Jorge Aravena no Instagram